# (83598) Aiweiwei
(83598) Aiweiwei es un asteroide perteneciente al cinturón de asteroides descubierto por William Kwong Yu Yeung el 25 de septiembre de 2001 desde el Observatorio de Desert Eagle, Estados Unidos. 

## Designación y nombre
Designado provisionalmente como 2001 SP265. Fue nombrado "Aiweiwei" en honor del artista chino Ai Weiwei.